# هينز ستوي
هينز ستوي (من مواليد 6 فبراير 1945 في وان إيكيل) هو حارس مرمى هولندي سابق لعب مع أياكس، وكان جزءًا من انتصاراتهم في كأس أوروبا في 1971 و1972 و1973.
يعتبر هينز ستوي أحد أفراد العصر الذهبي لنادي أياكس الذين حققوا كأس إنتركونتيننتال، وثلاثة كؤوس أوروبية، وكأس السوبر الأوروبي مرتين. وأربعة ألقاب للدوري وثلاثة كؤوس هولندية. جنبًا إلى جنب مع لاعب بايرن ميونيخ بيرند دورنبيرجر في السبعينيات والثمانينيات، يحمل الرقم القياسي لكونه اللاعب الذي فاز بأكبر ألقاب الأندية دون أن يلعب مع المنتخب الوطني لبلاده.
يحمل ستوي، خلف سيب ماير لاعب بايرن ميونيخ ، الرقم القياسي لمعظم الدقائق التي لعبها حارس مرمى دون أن تهتز شباكه في نهائي كأس أوروبا (270 دقيقة في الانتصارات 2-0 على باناثينايكوس ، 2-0 على إنتر ميلان ، و1-0 أكثر. يوفنتوس ). حقق ماير 276 دقيقة متتالية بدون هزيمة بين عامي 1974 و 1976 (1–1 ، 4–0 ، 2–0 ، 1–0).